# Forcipomyia swezeyi
Forcipomyia swezeyi är en tvåvingeart som beskrevs av Edwards 1928. Forcipomyia swezeyi ingår i släktet Forcipomyia och familjen svidknott.
Artens utbredningsområde är Amerikanska Samoa. Inga underarter finns listade i Catalogue of Life.